# Gospoda (televizijska serija)
Gospoda (engleski: The Gentlemen) je kriminalističko-dramska serija koju je osmislio Guy Ritchie. Riječ je o spin-offu Ritchiejevog istoimenog filma iz 2019. godine.
Serija je objavljena u ožujku 2024. na Netflixu.

## Radnja
Eddie Halstead naslijedio je veliko imanje od svog oca, ali saznaje da je zemlja koja se nalazi ispod imanja postala dio carstva uzgoja marihuane Mickeyja Pearsona.

## Glumačka postava
- Theo James kao Eddie Halstead
- Kaya Scodelario kao Susie Glass
- Daniel Ings kao Freddy Halstead
- Joely Richardson kao Lady Sabrina Halstead
- Giancarlo Esposito
- Peter Serafinowicz
- Vinnie Jones kao Geoff Seacombe
- Chanel Cresswell kao Tammy
- Max Beesley kao Henry Collins
- Harry Goodwins kao Jack
- Ruby Sear kao Gabrielle
- Ray Winstone kao Bobby Glass

## Produkcija
Guy Ritchie ušao je u razvoj televizijske serije i odlučio da napiše i režira inspiriran svojim filmom Gospoda s Miramax Television u listopadu 2020. Ritchie je također bio izvršni producent zajedno s producentima originalnog filma. Matthew Read pomogao je Ritchieju da napiše scenarij za pilot epizodu, također je došao na izvršnu produkciju u Moonage Pictures s Willom Gouldom, a Netflix je na kraju naručio seriju. Glumačka postava; uključujući Thea Jamesa, Kayu Scodelario, Daniela Ingsa, Joelyja Richardsona, Giancarla Esposita, Petera Serafinowicza i Vinnieja Jonesa; najavljen je tjedan dana prije početka snimanja, a Alexis Rodney dodan je u prvom tjednu snimanja. U lipnju 2023. glumačkoj postavi pridružio se Max Beesley, a Hugh Warren otkriven je kao producent serije. U najavi koja je objavljena u siječnju 2024. potvrđeno je da se seriji pridružio i glumac Ray Winstone.
Proizvodnja se odvijala u Londonu od studenoga 2022. do lipnja 2023. Chanel Cresswell pridružio se glumačkoj postavi u ponavljajućoj ulozi tijekom produkcije u prosincu.

## Vanjske poveznice
- The Gentlemen u internetskoj bazi filmova IMDb-a